# コンゴ中央州
コンゴ中央州（コンゴちゅうおうしゅう）若しくはバ・コンゴ州（バ・コンゴしゅう）とは、コンゴ民主共和国最西部の州である。

## 地理
先述した通り、この州はコンゴ中央州とは雖も国の最西部に位置する州である。また、コンゴ中央州としての歴史は意外にも短く、2006年までは下コンゴ州と言う名称であった。また、北はコンゴ共和国のニアリ県、ブエンザ県、プール県、ブラザヴィル県（ブラザヴィル）、アンゴラ共和国カビンダ州に、東はキンシャサ、クワンゴ州に、南はアンゴラ共和国ザイーレ州及びウイジェ州に接している。また、西は大西洋に接している。

## 都市
州都マタディとかつてベルギー領コンゴであった時代の首都、ボーマの二市が州内に存在する。町はバナナ、ムアンダ、イェマ、クディ・ボーマ、ルクラ、ヴァクー、セカ・バンザ、ロアンゴ、チェラ、マドゥダ、スンビ、キンガンガ、ルフ、ソンゴロロ、キンペセ、キブンジ、バンザ・サンダ、ルオジ、ピオカ、ムバンザ・ヌグング、クウィル＝ンゴンゴ、ンギディンカ、レンフ、キサントゥ、カサングル、キンコシ、キンヴラ、キキオンゴロ等が存在する。